# Большое Курапово (Московская область)
Большое Курапово — деревня в Талдомском районе Московской области России. Входит в состав сельского поселения Квашёнковское. Население — 31 чел. (2010).

## География
Расположена на севере Московской области, в северной части Талдомского района, примерно в 19 км к северу от центра города Талдома, на правом берегу впадающей в Угличское водохранилище реки Хотчи. Ближайшие населённые пункты — деревни Малое Курапово, Бобровниково, Маклаково и Кишкиниха.

## Население
| 1859 | 1888 | 1926 | 2002 | 2006 | 2010 |
| ---- | ---- | ---- | ---- | ---- | ---- |
| 69   | ↗82  | ↗91  | ↘0   | →0   | ↗31  |

## История
В «Списке населённых мест» 1862 года Большое Курапово — владельческая деревня 2-го стана Калязинского уезда Тверской губернии по левую сторону Дмитровского тракта, в 48 верстах от уездного города, при реке Хотче, с 7 дворами и 69 жителями (33 мужчины, 36 женщин).
По данным 1888 года входила в состав Белгородской волости Калязинского уезда, проживало 14 семей общим числом 82 человека (41 мужчина, 41 женщина).
В 1915 году — 24 двора.
В 1922 году деревня вошла в состав Гражданской волости Ленинского уезда Московской губернии, образованной путём слияния Белгородской и Ново-Семёновской волостей Калязинского уезда Тверской губернии.
По материалам Всесоюзной переписи населения 1926 года — деревня Бобровниковского сельского совета Гражданской волости Ленинского уезда, проживал 91 житель (38 мужчин, 53 женщины), насчитывалось 20 крестьянских хозяйств.
С 1929 года — населённый пункт в составе Ленинского района Кимрского округа Московской области.
Постановлением ЦИК и СНК от 23 июля 1930 года округа́ как административно-территориальные единицы были ликвидированы. Постановлением Президиума ВЦИК от 27 декабря 1930 года городу Ленинску было возвращено историческое наименование Талдом, а район был переименован в Талдомский.
В 1960 году Бобровниковский сельсовет был упразднён, а все его селения переданы Квашёнковскому сельсовету.
1963—1965 гг. — Большое Курапово в составе Дмитровского укрупнённого сельского района.
В 1994 году Московской областной думой было утверждено положение о местном самоуправлении в Московской области, сельские советы как административно-территориальные единицы были преобразованы в сельские округа.
1994—2006 гг. — деревня Квашёнковского сельского округа Талдомского района.
2006—2009 гг. — деревня сельского поселения Ермолинское.
В 2009 году деревня Большое Курапово вошла в состав сельского поселения Квашёнковское Талдомского муниципального района Московской области, образованного путём выделения из состава сельского поселения Ермолинское.